# Michał Dunin Wąsowicz
Michał Dunin Wąsowicz herbu Łabędź – łowczy sandomierski w latach 1691-1708, miecznik latyczowski.